# Фау-1

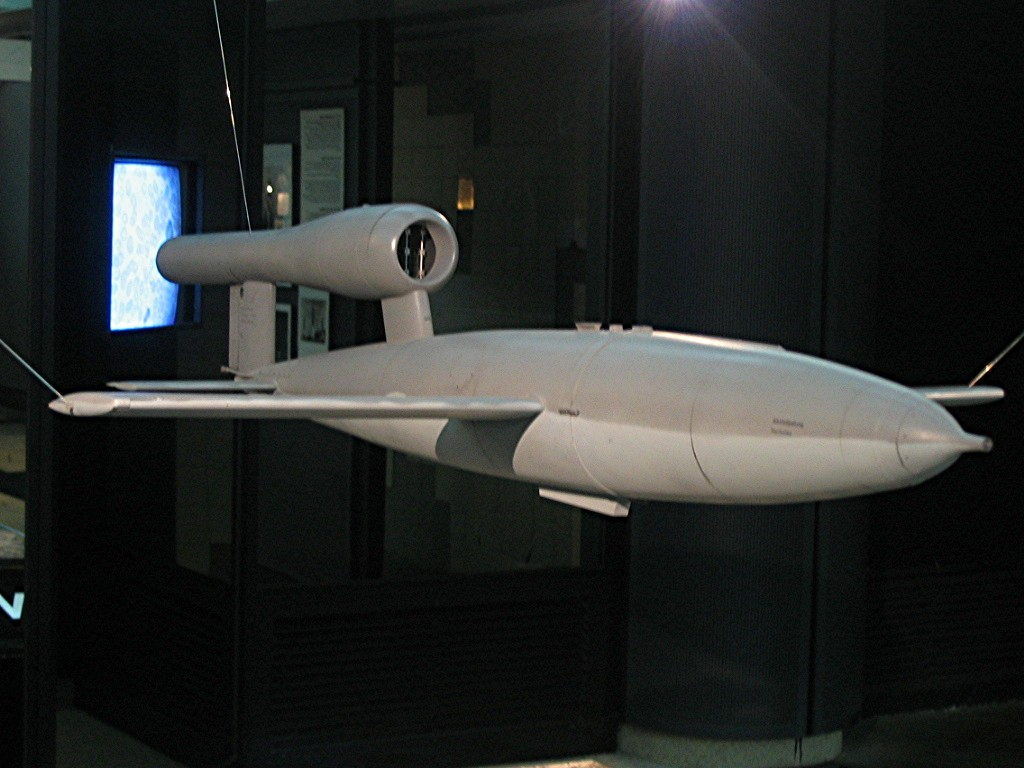
Самолет-снаряд Фау-1 является прототипом современных крылатых ракет

«Фау-1» (V-1 (Vergeltungswaffe Eins), A-2, Fi-103, «Физелер-103», Flakzielgerät FZG 76) — самолет-снаряд (крылатая ракета), состоявший на вооружении армии нацистской Германии в середине Второй мировой войны. Это название происходит от нем. Vergeltungswaffe-1 («оружие возмездия-1»). Фа́у — произношение названия латинской буквы V в немецком языке. Буква использовалась для обозначения ряда проектов в рамках этой программы, в том числе самолёт-снаряд Фау-1 (V-1) и его пилотируемая версия Фау-4 (V-4).
Фау-1 была оснащена пульсирующим воздушно-реактивным двигателем (ПуВРД) и несла боевую часть массой 750—1000 кг. Дальность полёта — 250 км, позже была доведена до 400 км.

## История
В конце 1936 года Фриц Госслау, работая в компании Argus Motoren, начал работу по дальнейшему развитию самолёта с дистанционным управлением, так как ранее Аргус уже разработал самолёт наблюдения с дистанционным управлением — AS 292 (военное обозначение FZG 43).
9 ноября 1939 года в RLM (министерство авиации Германии) было направлено предложение о самолёте с дистанционным управлением, несущeм полезную нагрузку в 1000 кг на расстояние 500 км. Аргус работал в сотрудничестве с компаниями Lorentz AG и Arado Flugzeugwerke, разрабатывая проект как частную инициативу под названием «Fernfeuer».
Самолёт, называемый просто «люфтторпедо» (летающая торпеда), был предложен в трёх вариантах (несущих полезную нагрузку в 1000 кг на высотe 5 000 м): первые два варианта были оснащены перевернутым 12-цилиндровым двигателем Argus As. 410 (500 л. с.) при крейсерской скорости 700 км/ч; третий вариант был с новым типом реактивного двигателя на ранних стадиях разработки (ПуВРД), способным давать 150 кг тяги и гарантирующим бы объекту крейсерскую скорость 750 км/ч. B апреле 1940 года Гослау представил RLM улучшенную разработку проекта «Fernfeuer» уже как проект P 35 «Эрфурт».
31 мая Рудольф Бри из RLM отметил, что он не видит шансов на то, что производство самолета-снаряда может быть развёрнуто в условиях военного времени, поскольку предложенная сложная система дистанционного управления была воспринята как конструктивная слабость проекта. Генрих Коппенберг, директор компании Argus, встретился с Эрнстом Удетом 6 января 1941 года, чтобы убедить его, что разработка должна быть продолжена, но Удет решил отменить её. Несмотря на это, Госслау был убеждён, что основная идея была разумной и приступил к упрощению конструкции.
Ещё в 1931 году инженер Пауль Шмидт разработал эффективную конструкцию ПуВРД, основанную на модификации впускных клапанов, получив в 1933 году государственную поддержку Министерства авиации Германии. В 1934 году Георг Маделунг и находящийся в Мюнхене Пауль Шмидт предложили министерству авиации Германии «летающую бомбу», приводимую в действие ПуВРД Шмидта. Прототип бомбы Шмидта не соответствовал требованиям Министерства авиации Германии, особенно из-за низкой точности, дальности и высокой стоимости. В оригинальной конструкции Шмидта двигатель размещался в фюзеляже, как у современного реактивного истребителя, в отличие от Фау-1, в котором двигатель располагался над боеголовкой и фюзеляжем.
В 1939 году RLM подключил все немецкие заводы, которые производили двигатели для авиации, к разработке реактивных двигателей. Для Argus Motoren Gesellschaft это был тип ПуВРД. Компания Аргус начала работу на основе работы Шмидта. Шмидт также был привлечён к разработкам, ведущимся компанией Argus, и вскоре ПуВРД был усовершенствован и был официально известен под обозначением Argus As 109—014. Как у производителя авиационных двигателей у Аргуса не было возможности изготовить фюзеляж для проекта, и Коппенберг обратился за помощью к Роберту Люссеру, главному конструктору и техническому директору авиационной компании Heinkel. 22 января 1942 года Люссер вступил в должность в авиационной компании Fieseler,  встретился с Коппенбергом 27 февраля и был проинформирован о проекте Гослау. В конструкции Гослау использовались два двигателя (ПуВРД), Люссер упростил дизайн, чтобы использовать один двигатель.
Окончательная разработка проекта была представлена Техническому управлению Министерства авиации 5 июня 1942 года, получив одобрение и официальное обозначение Fi 103. RLM поставило компании «Fieseler» задачу: предоставить прототип для оценок. Фирма «Fieseler» (Gerhard Fieseler Werke GmbH) выпускала беспилотные летательные аппараты-мишени для тренировки расчётов зениток, и для секретности работ над Фау-1 проект был назван  «мишень зенитной артиллерии Flakzielgerät», а в служебной переписке было использовано кодовое обозначение «Kirschkern» (нем.: вишнёвая косточка). 19 июня генерал-фельдмаршал Эрхард Мильх дал Fi 103 наивысший приоритет, чтобы начать производство как можно скорее, и программа развития была передана экспериментальному центру Люфтваффе в Карлсхагене.
Во время работ по проектированию, а позже и на испытаниях, возникла необходимость в стабилизации ракеты в полёте, поэтому её оснастили гироскопом и установили стабилизаторы. К 30 августа Fieseler завершил первый фюзеляж, и первый полет Fi 103 V7 состоялся 10 декабря 1942 года, когда он был сброшен с самолёта Fw 200.
В 1943 году проводились уникальные пилотируемые испытания самолёта-снаряда Фау-1 для проверки систем устойчивости в воздухе на разных режимах, работу которых конструкторы не могли рассчитать теоретически. Для этой цели на одном из экземпляров были смонтированы шасси, оборудована кабина пилота и минимально необходимый комплекс систем управления. Но место пилота оказалось настолько малым, что в нём мог поместиться лишь человек очень небольшого роста и габаритов, поэтому на роль испытателя была предложена Ханна Райч с её женским некрупным телосложением и небольшим весом. В ходе полётов ею был выявлен ряд дефектов, потребовавших дальнейшего совершенствования конструкции Фау-1. При одной из посадок самолёт-снаряд под её управлением из-за большой его скорости потерпел аварию, а лётчица получила серьёзные травмы.
Производство ракеты начато в конце 1942 года на острове Узедом (расположенном в Балтийском море, напротив устья реки Одер). Во время Второй мировой войны на острове был концлагерь, рабочая сила заключенных которого и была использована на предприятиях по производству Фау-1.
26 мая 1943 года высокопоставленные нацистские чиновники посетили испытательный центр в Пенемюнде, чтобы оценить прогресс в создании летающей бомбы. Они пришли к выводу, что работа по завершению разработки должна быть ускорена для скорейшего запуска в серийное производство. Также началось создание оперативного подразделения для запуска ЛА и стартовых площадок. В районе Па-де-Кале на северо-западе Франции должны были быть построены 100 стартовых площадок, способных запускать тысячи летающих бомб в день. Лондон находился всего в 200 километрах от места стартовых площадок.
Самолёт-разведчик RAF наблюдал за деятельностью нацистов в Пенемюнде с середины мая 1942 года, но сначала у разведки союзников не было ясного понимания в том, что происходит, и какое оружие там разрабатывается. Разведка исследовательского центра и заводов в Пенемюнде явилась эффективным достижением разведки Армии Крайовой. Первая информация о происходившем там была получена осенью 1942, а в марте 1943 года в Лондон был отправлен подробный рапорт. Это позволило ВВС Англии и США 17-18 августа 1943 года провести операцию «Гидра» — массированную бомбовую атаку Пенемюнде и стартовых площадок в Па-де-Кале, что на несколько месяцев приостановило производство «чудо-оружия».
28 ноября 1943 года английский самолет-разведчик сфотографировал Пенемюнде, а фотограф с острыми глазами, лётный офицер Бабингтон Смит обнаружил прототип летающей бомбы на пусковой рампе в Пенемюнде. Британская разведка начала понимать, чем занимаются немцы, и определила, что немцы смогут начать запуск этого нового оружия против Англии буквально в считанные недели.
Бомбардировки строящихся стартовых площадок усилились. Однако к этому времени летающая бомба уже была в серийном производстве, а новые стартовые площадки стали лучше маскировать. Несколько летающих бомб в ходе последних испытаний были запущены в направлении Швеции, чтобы определить их дальность полёта и другие характеристики, и 13 июня 1944 года первые V-1 были запущены в направлении Лондона.
Вследствие налётов британских ВВС на Пенемюнде, производство было перенесено в гигантскую подземную фабрику Миттельбау-Дора под массивом Кохштайн возле Нордхаузена, где тысячи заключенных жили и работали в нечеловеческих условиях. В 1944 году было выпущено около 20 000 летающих бомб Фау-1 по цене 3500 рейхсмарок, в среднем на каждую Фаy-1 расходовалось около 280 человеко-часов.
Название Фау-1 было дано журналистом рейха Гансом Шварцем Ван Берклом в июне 1944 года с одобрения Гитлера.

## Конструкция

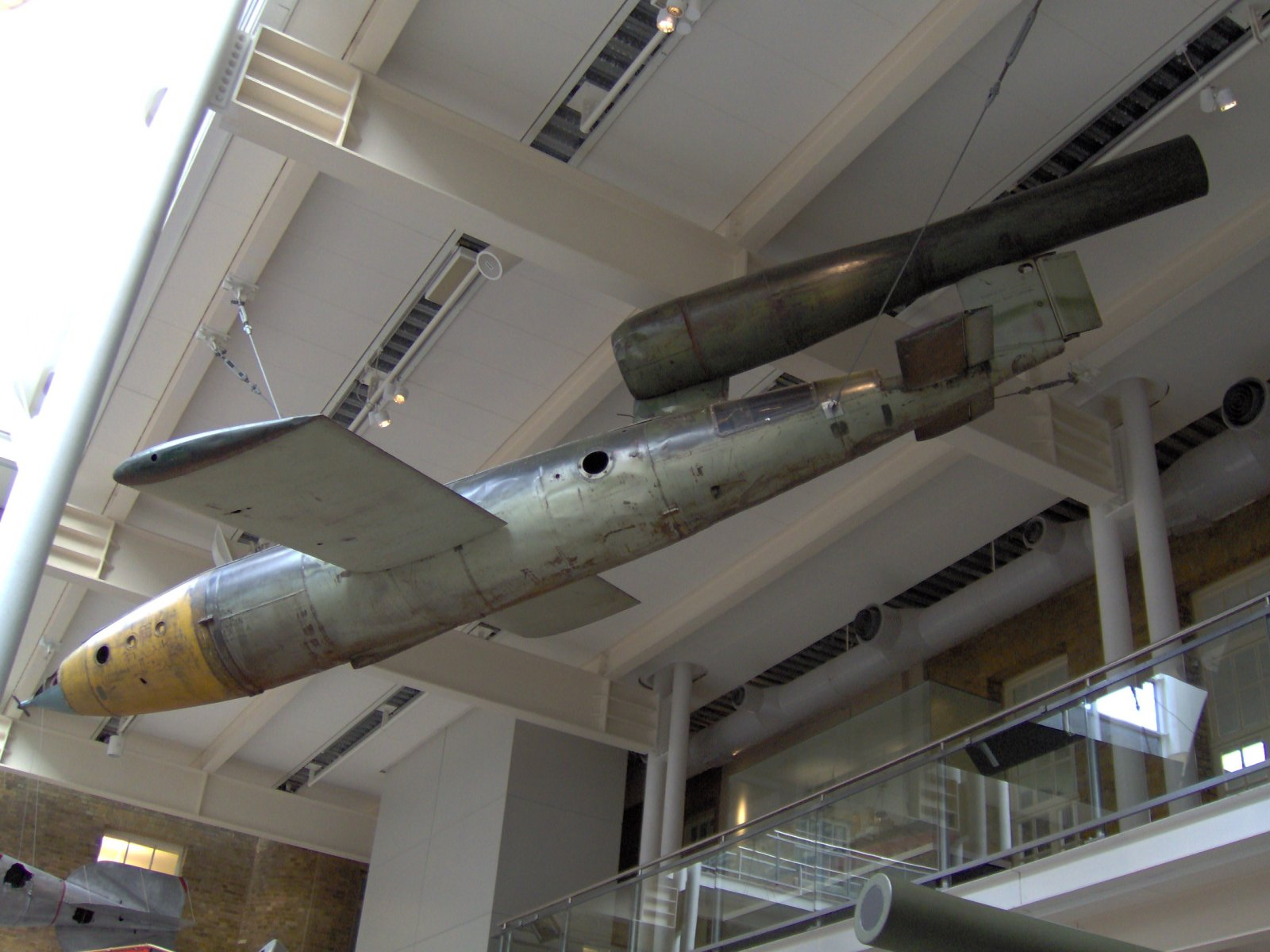
Фюзеляж построен в основном из сварной листовой стали

«Фау-1» построена по нормальной аэродинамической схеме (самолётная).

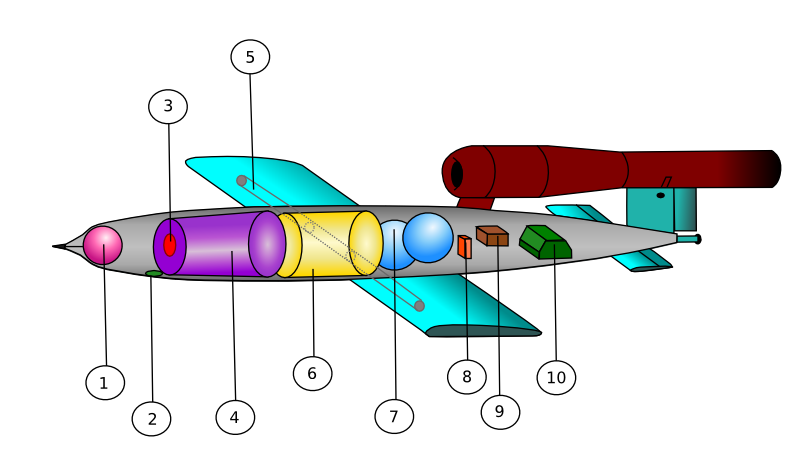

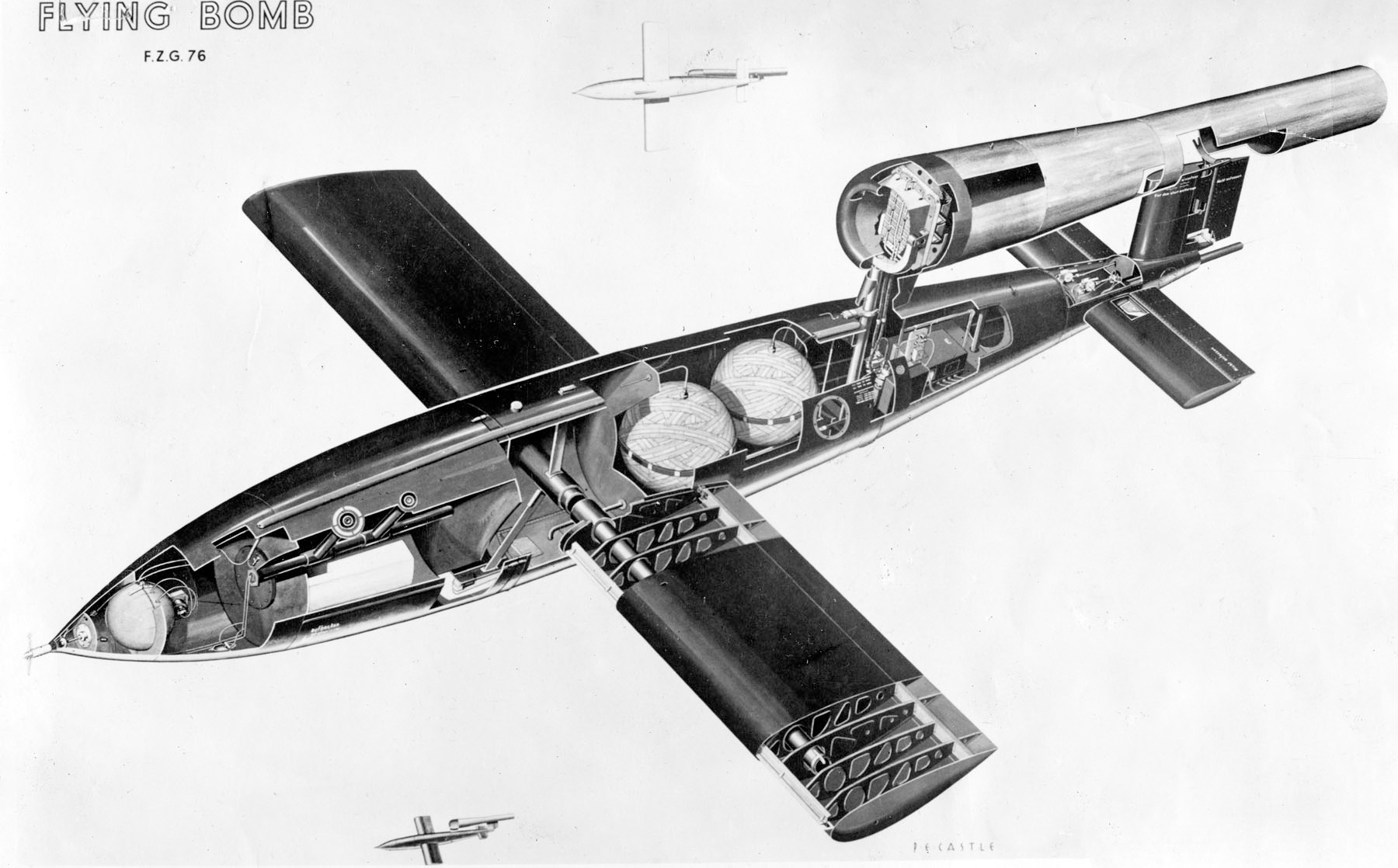
Устройство Фау-1

### Устройство Фау-1
- 1. Компас
- 2. Нижний детонатор
- 3. Детонатор
- 4. Боеголовка
- 5. Крыло
- 6. Топливные баки
- 7. Баллоны со сжатым воздухом
- 8. Счётчик пройденных километров
- 9. Регулятор подачи топлива
- 10. Гироскоп автопилота

### Фюзеляж
Фюзеляж Фау-1 представлял собой веретенообразное тело длиной 6,58 метра и максимальным диаметром 0,823 метра. Фюзеляж выполнен в основном из тонколистовой стали, соединение листов сваркой, крылья выполнены аналогичным образом либо из фанеры.
Крылья постоянной хорды 1 метр, 5,4 метра размахом и с профилем толщиной около 14 %.
Над фюзеляжем располагался двигатель длиной около 3,25 метра.

### Двигатель

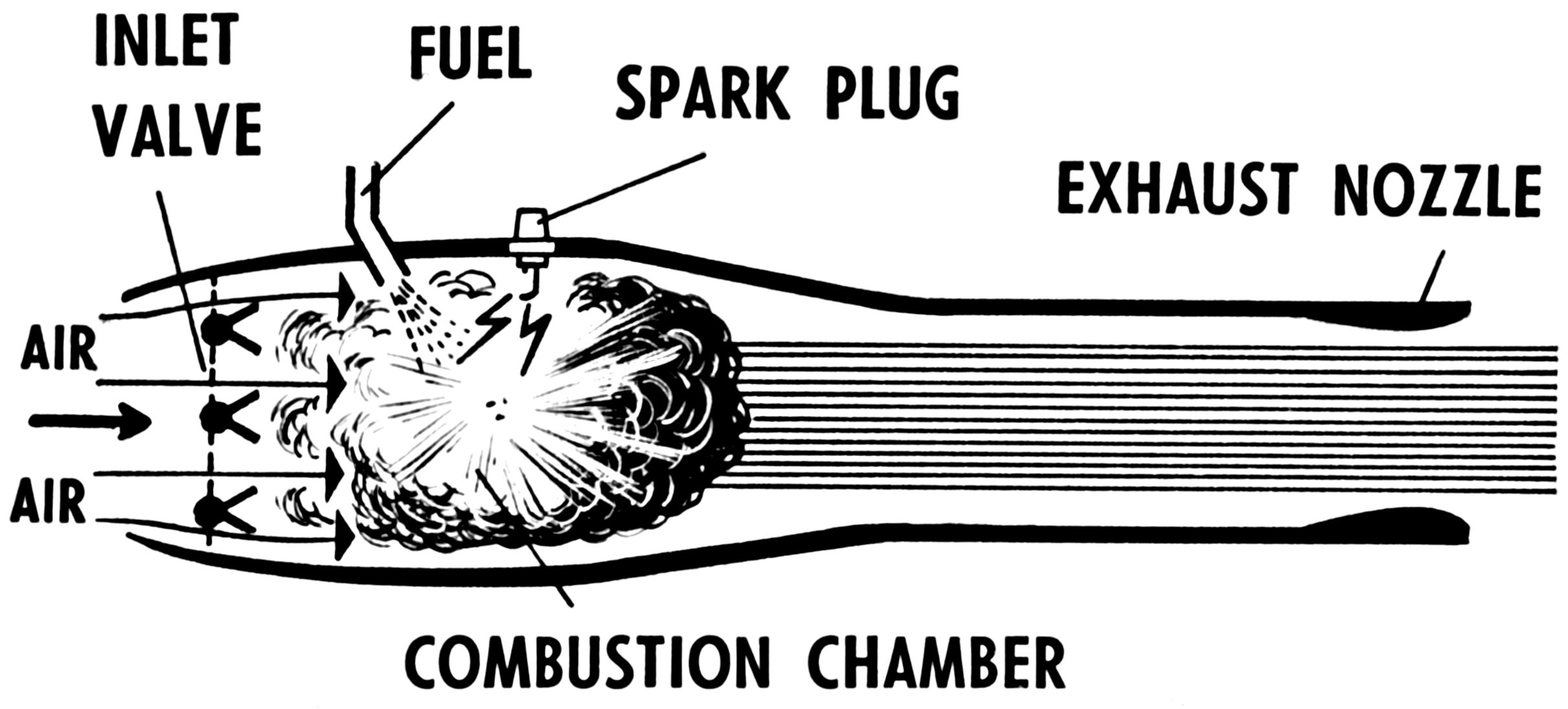

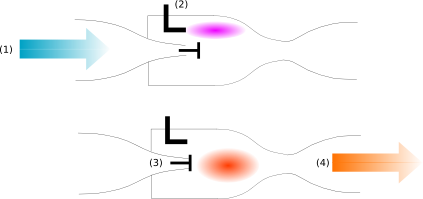
Схема работы ПуВРД

Немецкий самолёт-снаряд Фау-1 является наиболее известным летательным аппаратом, оснащённым пульсирующим воздушно-реактивным двигателем (ПуВРД).
Выбор этого типа двигателя был продиктован, главным образом, простотой конструкции и, как следствие, малыми трудозатратами на изготовление, что было оправдано при массовом производстве крылатых ракет. Двигатель разработан в конце 1930-х годов конструктором Паулем Шмидтом. Образец двигателя Argus-Schmidtrohr (As109-014) был создан фирмой «Argus Motoren» в 1938 году.
В ПуВРД используется камера сгорания с входными клапанами и длинное цилиндрическое выходное сопло. Горючее и воздух подаются периодически.

Цикл работы ПуВРД состоит из следующих фаз:
- Клапаны открываются и в камеру сгорания поступает воздух (1) и топливо (2), образуется воздушно-топливная смесь.
- Смесь поджигается с помощью искры свечи зажигания. Образовавшееся избыточное давление закрывает клапан (3).
- Горячие продукты сгорания выходят через сопло (4) и создают реактивную тягу.

Этот тип авиационного двигателя практически невозможно было использовать для пилотируемых боевых самолётов, поскольку его было трудно запустить, он был неэффективен на высоте более 3000 метров, имел низкую долговечность, сильно вибрировал и практически не мог изменять скорость. С другой стороны, все эти аспекты в значительной степени были совместимы с концепцией летающей бомбы, которая может извлечь выгоду из большой конструктивной простоты этого типа двигателя в сочетании с высокими скоростными характеристиками для своего времeни.
В отличие от других ПуВРД того времени, которые использовали клапаны для закрытия воздухозаборника, структурированного как лепестки цветка, двигатель, используемый для Фау-1, имел металлическую решётку с прямоугольными клапанами. Вдоль отверстий решётки были установлены небольшие прямоугольные рейки, шарнирно закрепленные с одной стороны и свободно вибрирующие с другой, чтобы закрывать или открывать вентили для поступающего воздуха, в зависимости от того, преобладало ли давление изнутри (из-за взрыва в камере сгорания) или аэродинамическое давление (создаваемое набегающим потоком воздуха). В Фау-1 цикл повторялся 47 раз в секунду. Эта металлическая пластинчатая конструкция была проста в сборке и не требовала квалифицированной рабочей силы или сложного оборудования — характеристики, которые трудно было переоценить во время войны.
В 76 см за решёткой воздухозаборника находилась камера сгорания, в которой первое зажигание контролировалось автомобильной свечой зажигания, работающей от автономного электрического блока, который затем был отключён во время запуска. Топливо, обычный низкооктановый бензин (или керосин), впрыскивалось непосредственно с использованием давления запаса сжатого воздуха, также используемого для поддержания вращающихся приводных гироскопов и для перемещения поверхностей рулевого управления. Три воздушных сопла в передней части струи были подключены к внешнему источнику сжатого воздуха, который использовался для запуска двигателя. Для того, чтобы завести двигатель, обычно использовался газ (ацетилен), и очень часто панель из фанеры (или чего-то аналогичного) помещалась в конце сопла, чтобы предотвратить утечку топлива перед воспламенением. Как только двигатель был запущен и температура достигала минимального рабочего уровня, внешний воздушный шланг и разъёмы должны были сниматься и двигатель начинал автоматически «запускать» рабочие импульсы без необходимости в дополнительных электрических системах зажигания (это было необходимо только для запуска двигателя).
Согласно широко распространенному мифу, для работы двигателя Фау-1 требовалась минимальная скорость 240 км/ч. На самом деле это не так, ПуВРД мог работать даже будучи неподвижным: это стало возможным благодаря впускным клапанам, синхронизированным с воспламенением смеси в камере сгорания. Кадры кинохроники того периода чётко показывают характерный пульсирующий выхлоп двигателя на полном газу, работающий до запуска ракеты из стартовой катапульты. Происхождение этого мифа вероятно связано с тем, что, поскольку статическая тяга двигателя довольно низкая, а скорость сваливания маленьких крыльев очень высока, требовалась катапульта или самолёт-носитель на базе модифицированного бомбардировщика, такого как Heinkel He 111.
В настоящее время ПуВРД используется как силовая установка для лёгких самолетов-мишеней, а также в авиамоделизме, такой двигатель изготовить в кустарных условиях гораздо проще, чем любой другой. В большой авиации ПуВРД не применяется из-за низкой экономичности и из-за сильных вибраций по сравнению с газотурбинными двигателями

### Система управления
Система управления снарядом представляет собой автопилот, удерживающий снаряд на заданных при старте курсе и высоте в течение всего полёта.
Стабилизация по курсу и тангажу осуществляется на базе показаний 3-степенного (главного) гироскопа, которые суммируются по тангажу с показаниями барометрического датчика высоты, а по курсу и тангажу со значениями соответствующих угловых скоростей, измеряемых двумя 2-степенными гироскопами (для демпфирования колебаний снаряда вокруг собственного центра масс).
Наведение на цель выполняется перед стартом по магнитному компасу, который входит в состав системы управления. В полете курс корректируется по этому прибору: если курс снаряда отклоняется от заданного по компасу, электромагнитный механизм коррекции воздействует на рамку тангажа главного гироскопа, что заставляет его прецессировать по курсу в направлении уменьшения рассогласования с курсом по компасу, а система стабилизации уже приводит и сам снаряд к этому курсу.
Управление по крену вообще отсутствует — благодаря своей аэродинамике снаряд достаточно устойчив вокруг продольной оси.

Управление дальностью полета

Логическая часть системы реализована средствами пневматики — функционирует на сжатом воздухе. Угловые показания гироскопов с помощью поворотных сопел со сжатым воздухом преобразуются в форму воздушного давления в выходных патрубках преобразователя, в этой форме показания суммируются по соответствующим каналам управления (с соответственно подобранными коэффициентами) и приводят в действие золотники пневматических машинок рулей курса и высоты. Гироскопы также раскручиваются сжатым воздухом, который подаётся на турбинки, составляющие часть их роторов. Для функционирования системы управления на снаряде имеется шаровой баллон со сжатым воздухом под давлением 150 атм.
Управление дальностью полета осуществляется с помощью механического счётчика, на котором перед стартом устанавливается величина, соответствующая требуемой дальности, а лопастной анемометр, размещенный на носу снаряда и вращаемый набегающим потоком воздуха, скручивает счётчик до нуля по достижении требуемой дальности (с точностью ±6 км). При этом разблокируются ударные взрыватели боевой части и выдаётся команда на пикирование («отсекается» подача воздуха в машинку руля высоты).

## Краткие ТТХ
- Длина, м: 7,75
- Размах крыла, м: 5,3 (позднее 5,7)
- Диаметр фюзеляжа, м: 0,85
- Высота, м: 1,42 (1,55)
- Снаряжённая масса, кг: 2160
- Масса боевой части, кг: 700—1000,
- Тип взрывчатого вещества: аммотол
- Двигатель: 1 ПуВРД Argus As 014 с тягой 2,9 кН (296 кГс)
- Максимальная скорость полёта: 656 км/ч (ок 0,53М); скорость увеличивалась по мере облегчения аппарата (с расходом топлива) до 800 км/ч (ок. 0,65М).
- Максимальная дальность полёта, км: 286
- Практический потолок, м: 2700—3050 (на практике летал на высотах от 100 до 1000 метров)
- Расход топлива, л/км: 2,35
- Ёмкость бака, л: 550—640, бензина (80-октановый).
- Круговое вероятное отклонение (расчётное), км: 0,9
- Стоимость ракеты (проектная), рейхсмарок: 10 тыс. В конце войны — 3,5 тыс. при использовании бесплатного труда заключенных.

## Модификации
За время производства Фау-1 несколько модификаций таковой (включая специализированные и пилотируемые) было разработано либо предложено конструкторами. Лишь часть из них была применена на поле боя.

### Фау-1 воздушного запуска

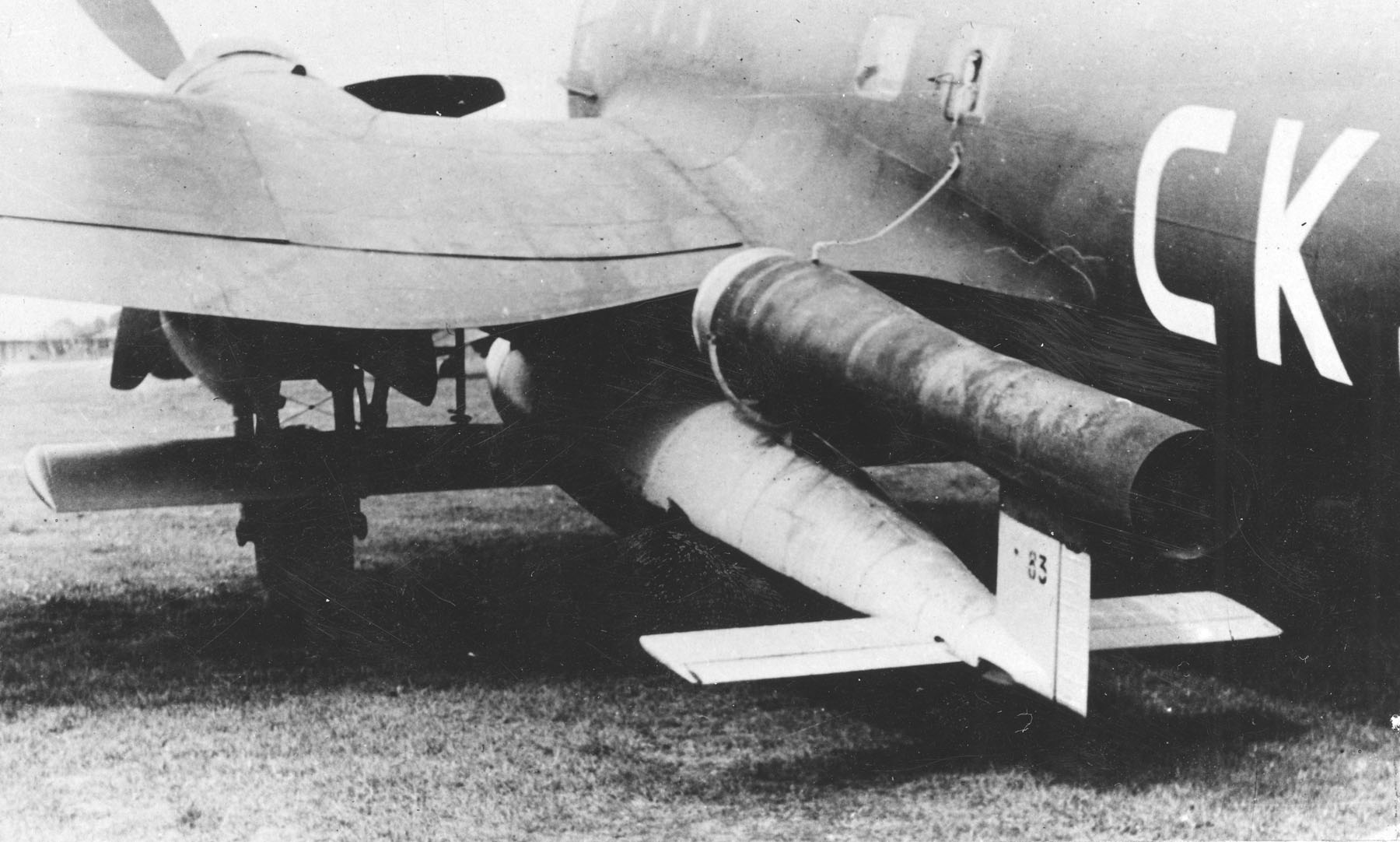
Фау-1 на модифицированном He 111

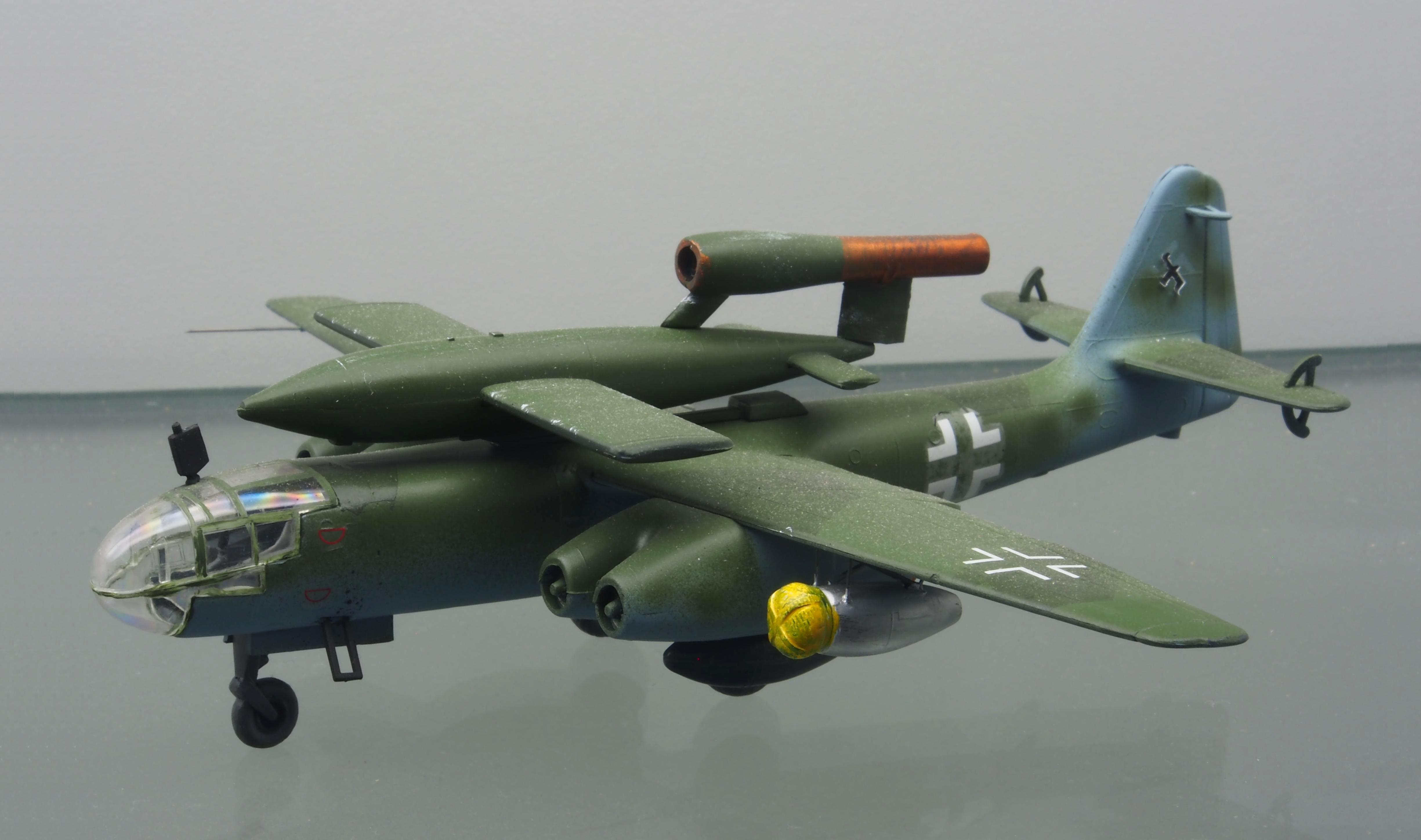
Arado Ar 234 Blitz с V1

Помимо запуска ракеты с наземных площадок, немцы также практиковали пуски Фау-1 с летящих бомбардировщиков. Никакая переделка ракеты при этом не требовалась, так как её прототипы и так были приспособлены для воздушных запусков при испытаниях двигателя. В качестве носителя Фау-1 обычно использовались бомбардировщики «Хейнкель» He 111 H-22. Ракета закреплялась под крылом бомбардировщика, при этом двигатель снаряда выступал над верхней поверхностью крыла.
Воздушные запуски ракет начались в июле 1944 года. Немцы рассматривали воздушные запуски как способ компенсировать потерю пусковых площадок в Па-де-Кале, захваченных союзным наступлением. Кроме того, самолеты-ракетоносцы могли осуществлять запуски ракет с неожиданных направлений, затрудняя действия противовоздушной обороны Великобритании.
В связи с активностью истребителей союзников, вылеты ракетоносцев проводились только по ночам, и только на малых высотах, чтобы избежать обнаружения радарами. Бомбардировщик приближался к Британии и пересекал линию побережья на малой высоте, затем совершал набор высоты, запускал ракету, и быстро снижался вновь. Тем не менее, тактика была опасной: помимо того, что He-111 сам по себе был устаревшей машиной, яркая вспышка включившегося двигателя ракеты демаскировала носитель в ночной темноте. Кроме того, воздушные запуски были менее надёжны. Всего было запущено с самолетов-носителей около 1176 ракет Фау-1.
В дальнейшем, немцы также предлагали разработать модификацию Фау-1 для запуска с реактивных бомбардировщиков «Arado Ar 234 Blitz». При этом ракета должна была либо буксироваться за самолетом на гибкой подвеске, либо устанавливаться сверху на фюзеляже. Эти планы не были реализованы.

### Дальнобойная Фау-1
Высадка союзников в Нормандии летом 1944 года привела к тому, что немецкие пусковые площадки в Па-де-Кале, откуда осуществлялись запуски Фау-1 по Лондону, были захвачены. Базовая версия ракеты не обладала достаточной дальностью, чтобы эффективно применяться против Великобритании с более отдаленных пусковых площадок.
В попытке решить эту проблему, была разработана новая, более дальнобойная версия ракеты. Запас топлива был повышен за счет уменьшения веса боевой части. Кроме того, носовой обтекатель ракеты, в исходной версии — металлический, стал изготовляться из дерева, что привело к существенному снижению веса конструкции. Новые ракеты могли применяться по территории Великобритании с более отдаленных пусковых площадок в Нидерландах.
Немцы лихорадочно пытались организовать массовое производство дальнобойных ракет к зиме 1944—1945, но из-за общего коллапса германской экономики и разрушения бомбардировками промышленных предприятий, новый «robotblitz» начался только в феврале-марте 1945 года, когда несколько сотен ракет были запущены по Лондону с пусковых площадок в Нидерландах. Вскоре после этого, решающее наступление англо-американских войск привело к утере немцами и этих позиций.

### Пилотируемая V4 (Фау-4)

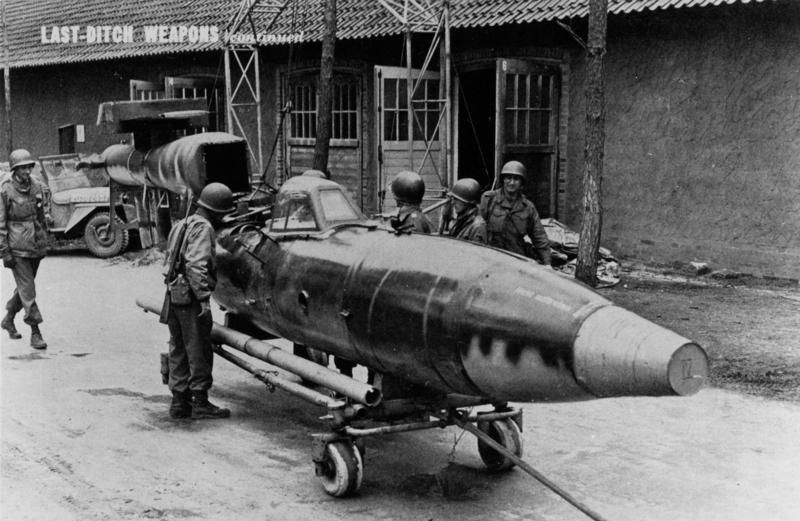
Пилотируемый вариант крылатой ракеты — Fieseler Fi 103R

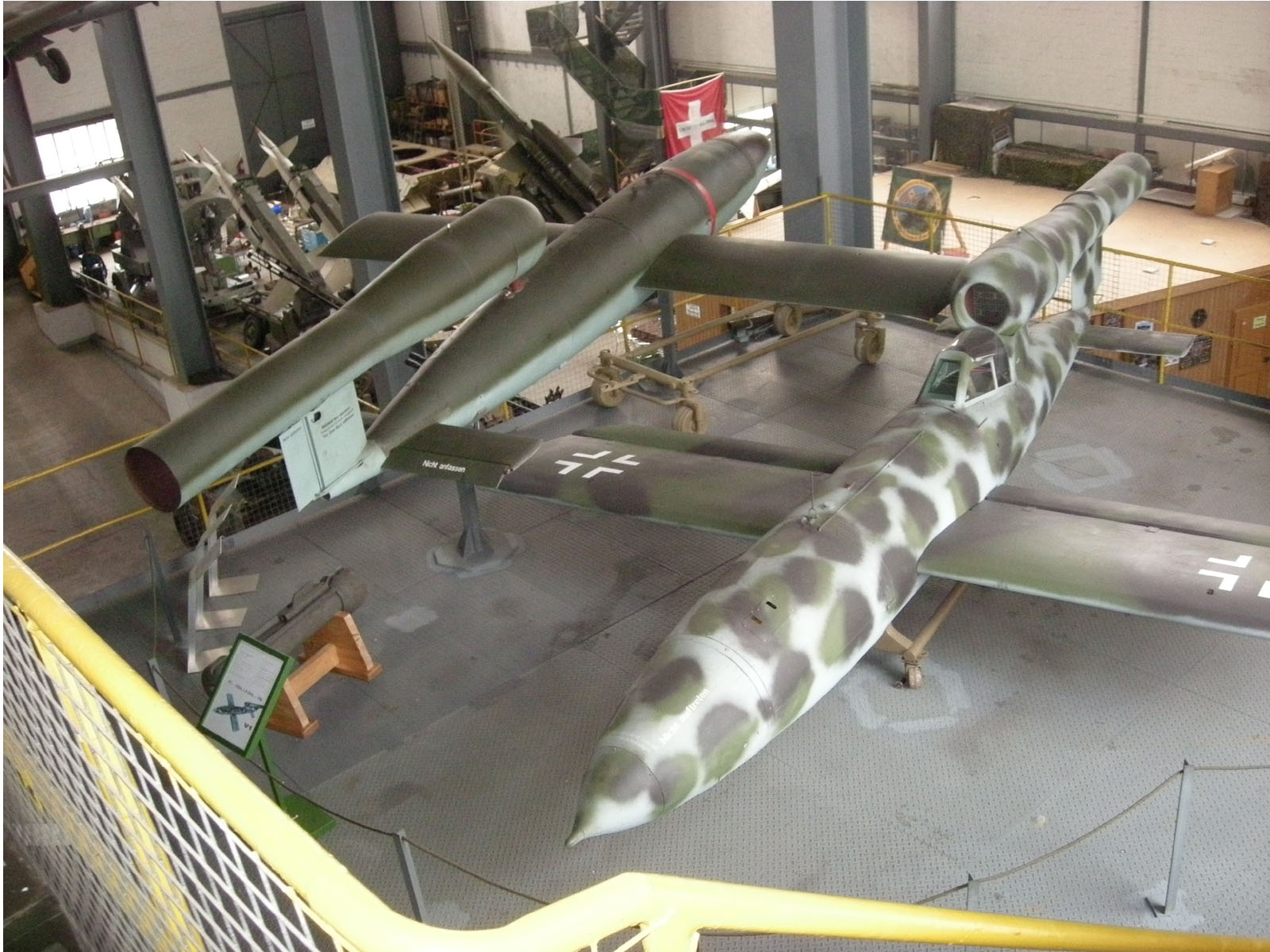

Пилотируемый вариант крылатой ракеты Fieseler Fi 103R, или V4; должен был применяться против армад бомбардировщиков союзников. Кабина пилота находилась в задней части фюзеляжа, перед диффузором двигателя:  Пилот должен был направлять самолет на цель и затем выбрасываться с парашютом. К 1944 году было построено 175 экземпляров. Всерьёз разрабатывался проект использования V4 как оружия камикадзе. Для этого создавалась армейская операция подготовки пилотов-смертников. Всего было подготовлено 200 таких пилотов. Хотя самолёты типа V-4 в конце концов так и не поступили в распоряжение пилотов-смертников, пилоты из этой программы были использованы с имеющимися в наличии самолётами.
Помимо этих программ, немцы также рассматривали возможность использования самолета-снаряда в качестве буксируемого топливного бака для реактивных истребителей. Лишенный двигателя и боеголовки снаряд (по сути дела, просто бак с крыльями и автопилотом) должен был буксироваться за Me-262 и сбрасываться по исчерпании запаса топлива в нём. Проект прошёл несколько тестовых испытаний буксировкой за тяжёлым бомбардировщиком He-177, но в итоге не был применен на практике.

## Запуск «Фау-1»

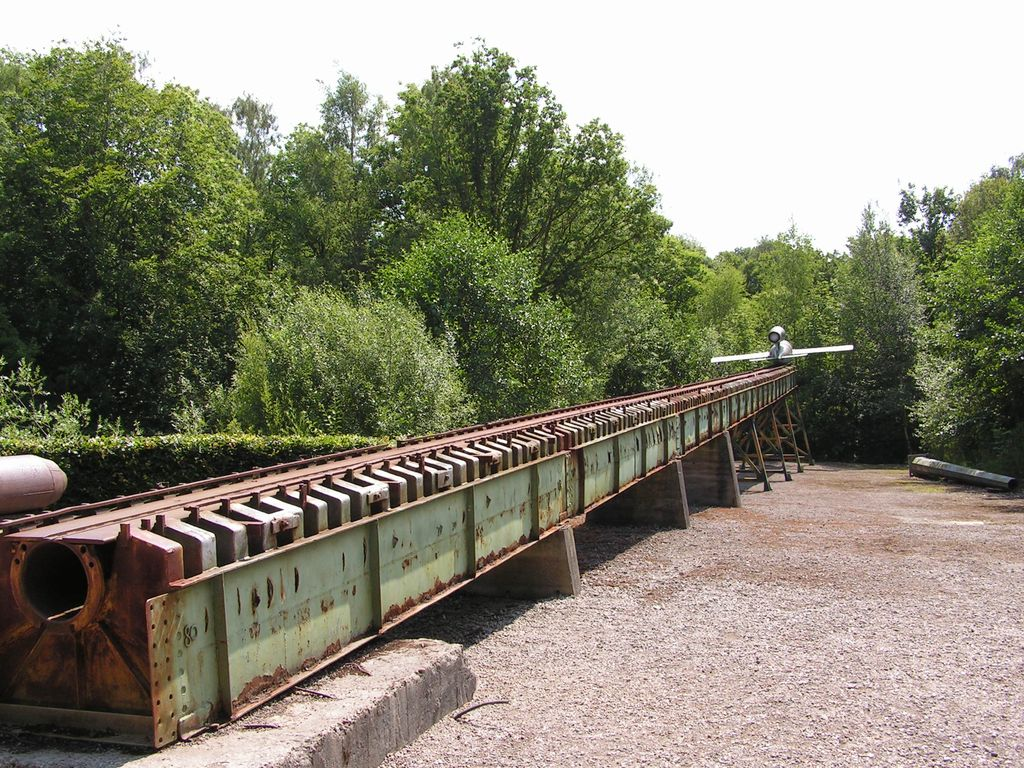
Катапульта для запуска V-1

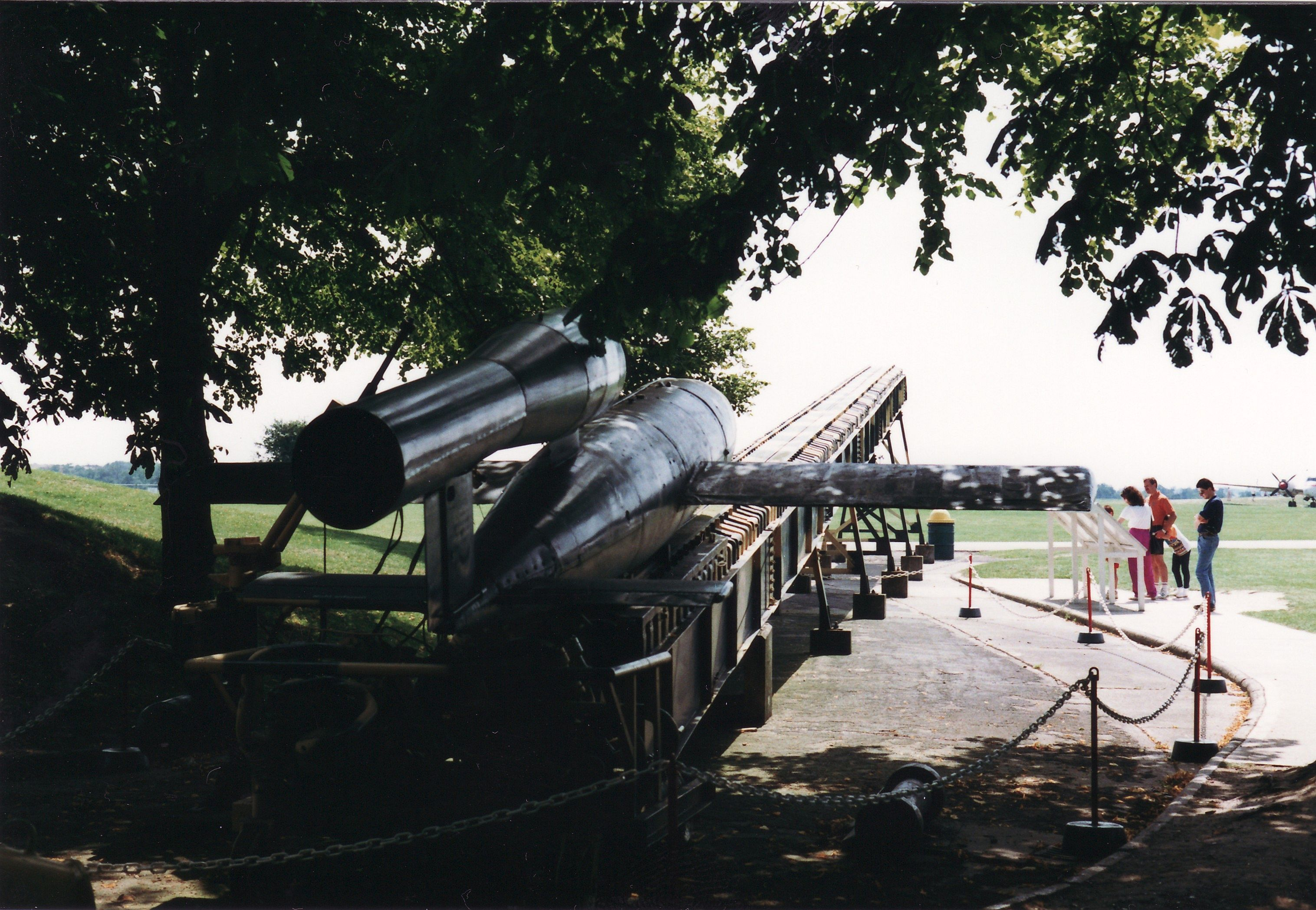
Катапульта для запуска, Duxford

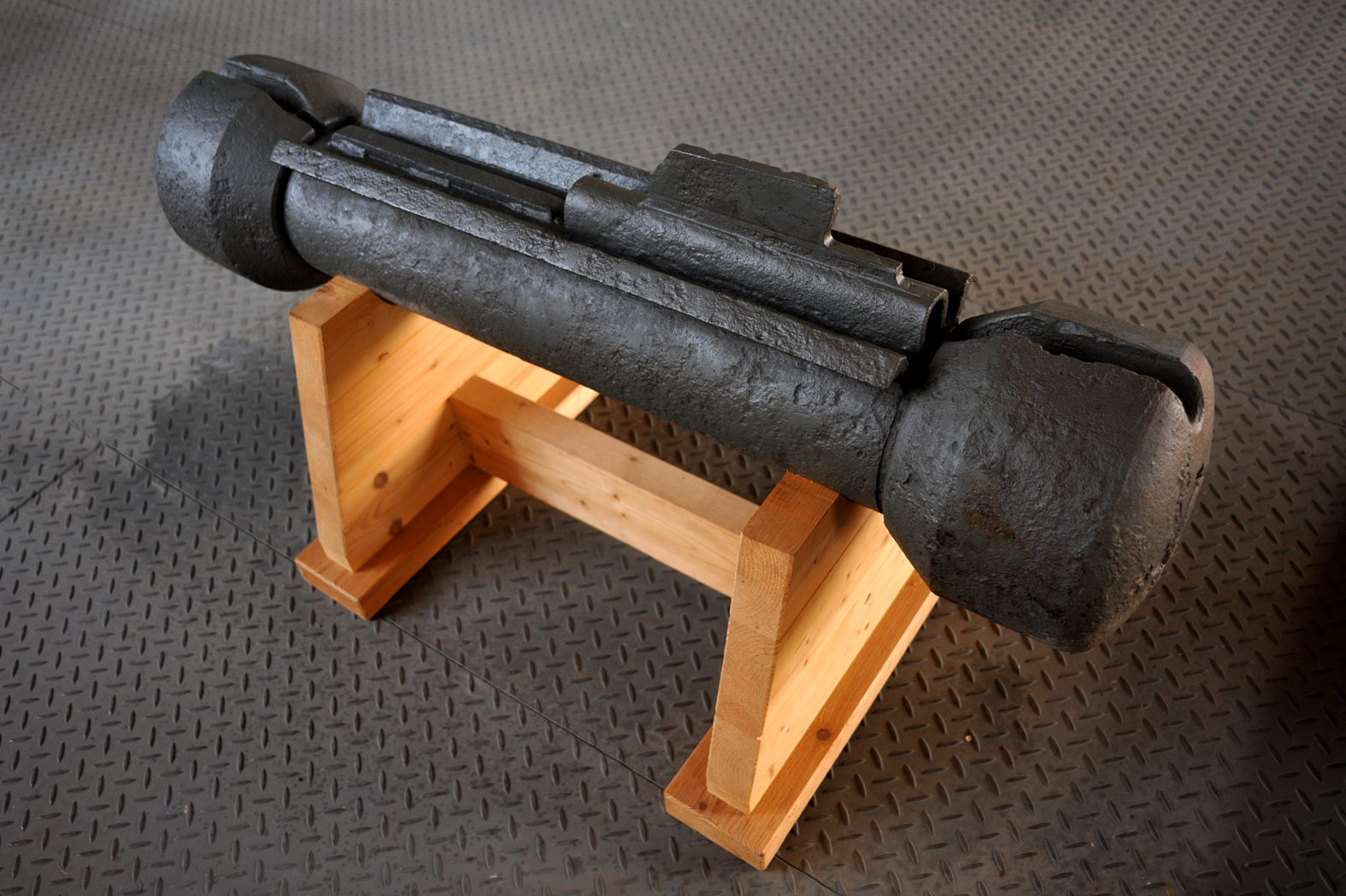
Поршень, который перед стартом сцеплялся с бугелем, находившимся на нижней части фюзеляжа снаряда

ПуВРД эффективен только при достижении снарядом некоторой начальной скорости. Это влечёт необходимость технических средств обеспечения этой начальной скорости при запуске. Существовало два варианта запуска снаряда:
- со стационарной наземной пусковой установки — катапульты Вальтера[4].
- с самолёта-носителя, в качестве которого использовался бомбардировщик He 111[5]. Снаряд подвешивался к носителю асимметрично — под одно крыло рядом с фюзеляжем, что объясняется сильно выступающим над корпусом снаряда двигателем.

Хотя первые, экспериментальные пуски Фау-1 выполнялись с самолёта-носителя, большая часть боевых пусков была осуществлена с наземных установок.
Катапульта представляла собой массивную стальную конструкцию длиной 49 м (длина пути разгона 45 м) и монтировалась из 9 секций. Наклон катапульты к горизонту — 6°. На верхней стороне находились направляющие, по которым двигался снаряд при разгоне. Внутри катапульты по всей её длине проходила труба диаметром 292 мм, выполнявшая роль цилиндра парового двигателя. В трубе свободно перемещался поршень, который перед стартом сцеплялся с бугелем, находившимся на нижней части фюзеляжа снаряда. Поршень приводился в движение давлением (57 бар) парогазовой смеси, подававшейся в цилиндр из специального реактора, в котором происходило разложение концентрированной перекиси водорода под воздействием перманганата калия. Передний конец цилиндра был открыт, и после схода снаряда с катапульты поршень вылетал из цилиндра и уже в полёте отцеплялся от снаряда. Катапульта сообщала снаряду начальную скорость около 250 км/час. Время разгона — около 1 сек.
С одной катапульты по расчётам можно было запустить до 15 снарядов в день, хотя на практике это делалось далеко не всегда. Рекорд составлял 18 запусков в 1 день. Около 20 % всех пусков с катапульты были аварийными.
Воздушный старт
3-й воздушной эскадрой Люфтваффе, носившей имя III/KG 3 «Blitz Geschwader» (нем. «Молниеносная эскадра»), с июля 1944 года по январь 1945 года с модифицированных He 111 (носивших обозначение H-22s) было произведено 1176 запусков. Послевоенные исследования оценивают потери «Фау-1» в 40 % при запуске с самолётов, которые тоже несли потери, как от атак истребителей противника, так и от факела двигателя снаряда, в зоне которого на несколько секунд после пуска оказывался самолёт. 

В самом конце войны было изготовлено несколько пилотируемых «Фау-1» (так и не использованных), предполагавших подъём в воздух на тросе, с использованием реактивного Ar 234 в качестве буксировщика.

## Боевое применение

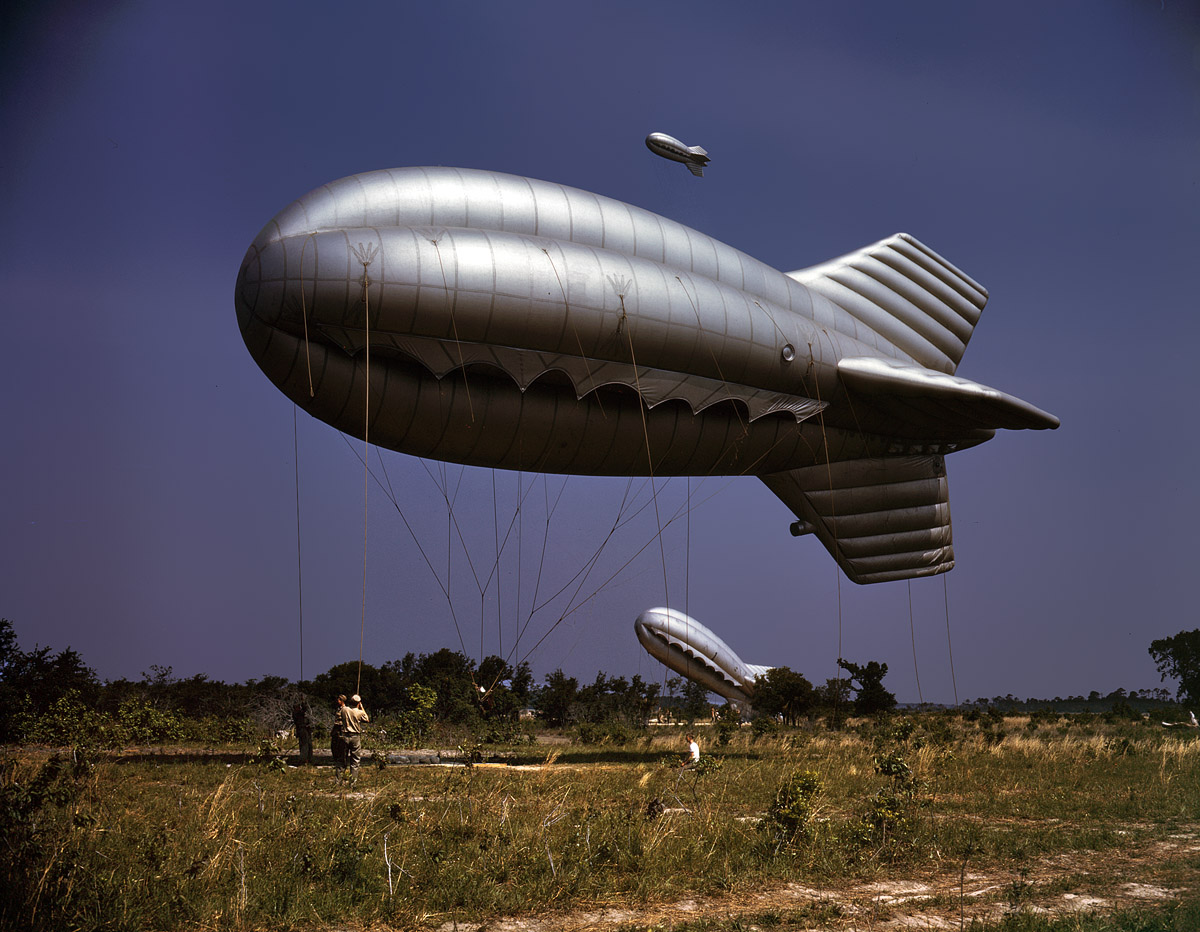
Для защиты от Фау-1 использовано около 2000 аэростатов заграждения (оригинальное цветное фото 1942 года)

За применение Фау-1 отвечал специально созданный 65-й армейский корпус. Боевое развёртывание ракет началось в 1943 году, с подготовки нескольких стартовых позиций во Франции. С инженерной точки зрения представлялись более выгодными хорошо защищённые железобетонные стартовые комплексы («тяжёлые» позиции), в то время как с военной точки зрения предпочтительнее были рассредоточенные «лёгкие» позиции. В итоге было принято компромиссное решение об оборудовании 4 «тяжёлых позиций» (Бункер Сиракур и Бункер Брекоэрт) и 96 «лёгких». Фактически ни одна тяжёлая позиция так и не была завершена, и все запуски осуществлялись с лёгких.
13 июня 1944 — первое боевое применение Фау-1, удар нанесён по Лондону. Одновременно были запущены 10 Фау-1, из которых 5 упали сразу после старта или во время полёта, судьба ещё одной осталась неясной, до Англии долетели 4 ракеты, но на Лондон упала только одна из них. При её падении на район Бетнал-Грин (Туэр-Хамлетс) 6 человек погибли и 9 получили ранения. В первые недели совершалось до 40 запусков ракет ежедневно, к концу августа количество пусков доведено почти до 100. После вторжения союзников в Нормандию, захвата или уничтожения бомбардировками большей части наземных установок, количество пусков значительно уменьшилось и только в декабре 1944 года вновь стало превышать 40 пусков в сутки. С января 1945 года количество пусков по Англии снижалось, последний осуществлён 29 марта 1945 года.
К 29 марта 1945 года 10 492 было запущено по Англии (из них 8 892 с наземных пусковых установок и 1 600 с самолётов); 3200 упали на её территории, из них 2419 достигли Лондона, вызвав потери в 6184 человека убитыми и 17 981 ранеными. Тем самым, на каждую достигшую Лондона ракету приходилось 10 погибших или раненых лондонцев. В городе было разрушено около 23 000 зданий и до 100 000 получили повреждения различной степени. Также атакам Фау-1 подвергались Портсмут, Саутгемптон, Манчестер и ряд других британских городов. В завершающие месяцы войны немцы усиленно атаковали самолётами-снарядами важные центры Западной Европы — Льеж (3 141 пуск), Антверпен (2 183 пуска), Брюссель (151 пуск), Париж.
Лондонцы называли Фау-1 «летающими бомбами» (flying bomb), а также «жужжащими бомбами» (buzz bomb), из-за характерного звука, издаваемого пульсирующим воздушно-реактивным двигателем.
Достоверных случаев применения Фау-1 по советским войскам не зафиксировано. Советское командование ПВО, тем не менее, считало реальными попытки такого применения по важнейшим промышленным центрам СССР, изучало опыт борьбы союзников с ними и готовило части ПВО к отражению таких ударов (известны крупномасштабные учения ПВО с реальными целями, имитирующими атаки Фау-1 на Ленинград, проведённые осенью 1944 года). Как оказалось после войны, планы ракетных атак по территории СССР в руководстве Рейха действительно существовали.
Всего к концу войны немцы изготовили около 25 000 единиц Фау-1.

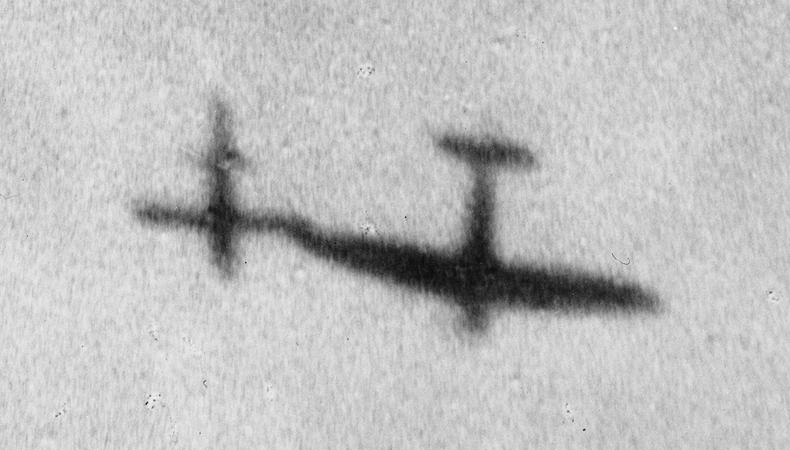
Таран (воздушный), Супермарин Спитфайр и Фау-1. Спитфайр (справа) кончиком крыла «подцепляет» и переворачивает V-1 (слева); гироскопы ракеты не в состоянии вернуть её после этого на курс, она падает

Около 20 % ракет отказывали при запуске, 25 % уничтожались британской авиацией, 17 % сбивались зенитками, 7 % разрушались при столкновении с аэростатами заграждения. Двигатели часто отказывали до достижения цели и также вибрация двигателя часто выводила ракету из строя, так что около 20 % Фау-1 падали в море. Хотя конкретные цифры варьируются от источника к источнику, британский доклад, опубликованный после войны, показал, что на Англию были запущены 7547 Фау-1. В докладе указывается, что из них 1847 были уничтожены истребителями, 1866 были уничтожены зенитной артиллерией, 232 были уничтожены аэростатами заграждения и 12 — артиллерией кораблей Королевского ВМФ.
Прорыв в военной электронике (разработка радиовзрывателей для зенитных снарядов[когда?] — снаряды с такими взрывателями оказались в три раза эффективнее даже при сравнении с новейшим для того времени радиолокационным управлением огнём) привёл к тому, что потери немецких самолетов-снарядов в налетах на Англию возросли с 24 % до 79 %, в результате чего эффективность (и интенсивность) таких налетов значительно снизилась.

## Оценка проекта

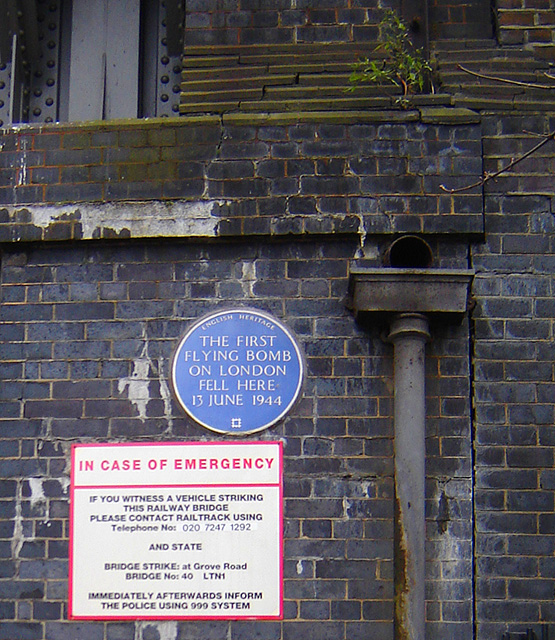
Памятная доска на Гроув Род, Миль Энд в Лондоне на месте падения первого снаряда Фау-1 13 июня 1944 г, унесшего жизни 11 лондонцев

В конце декабря 1944 года генерал Клейтон Биссел (Clayton Bissell) представил отчет, указывающий на значительные преимущества V1 по сравнению с традиционными воздушными бомбардировками.
Им была подготовлена следующая таблица:
|                                 | Blitz    | V1       |
| 1. Стоимость для Германии       |          |          |
| Вылетов                         | 90 000   | 8025     |
| Вес бомб, тонн                  | 61 149   | 14 600   |
| Израсходовано топлива, тонн     | 71 700   | 4681     |
| Потеряно самолетов              | 3075     | 0        |
| Потеряно экипажа                | 7690     | 0        |
| 2. Результаты                   |          |          |
| Строений уничтожено/повреждено  | 1150 000 | 1127 000 |
| Потери населения                | 92 566   | 22 892   |
| Отношение потерь к расходу бомб | 1,6      | 4,2      |
| 3. Стоимость для Великобритании |          |          |
| Вылетов истребителей            | 86800    | 44 770   |
| Потеряно самолетов              | 1260     | 351      |
| Потеряно человек                | 2233     | 805      |

В целом, по соотношению «стоимость/эффективность», Фау-1 была достаточно эффективным оружием (в отличие от существенно более дорогой баллистической ракеты Фау-2). Она была дешёвой и простой, могла производиться и запускаться массово, не требовала обученных пилотов и в целом, даже с учётом значительных потерь самолётов-снарядов от противодействия англичан, наносимый ракетами ущерб был больше затрат на производство, собственно, ракет. Полностью собранная Фау-1 стоила всего 3,5 тысяч рейхсмарок — менее 1 % от стоимости пилотируемого бомбардировщика с аналогичной бомбовой нагрузкой.
Следует также учитывать, что противодействие ракетным обстрелам потребовало от британцев значительных усилий, задействования множества зенитных орудий, истребителей, прожекторов, РЛС и персонала, и в итоге значительно превосходило по стоимости сами задействованные ракеты, даже без учёта наносимого последними ущерба.

## Аналоги/копии

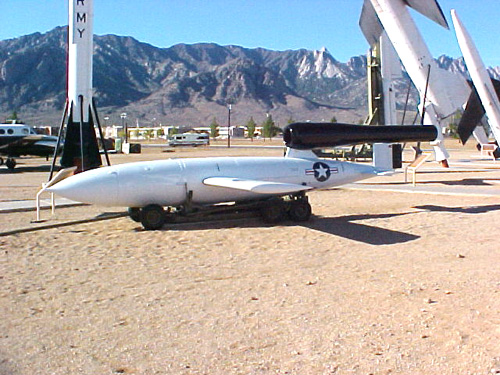
Крылатая ракета JB-2 «Loon» Американская адаптация Фау-1

США ещё в 1944 году воспроизвели методом обратной разработки ракету Фау-1 из обломков снарядов, упавших на территории Великобритании. Оценив конструкцию германской ракеты как весьма удачную для массового производства, американская армия организовала массовый выпуск американской копии Фау-1 под обозначением Republic JB-2 Loon. В отличие от немцев, американцы установили на ракету радиокомандную систему наведения, что позволило существенно увеличить точность (в идеальных условиях круговое вероятное отклонение 400 метров на дальность в 160 км). Кроме того, американцы отказались от громоздкой катапульты, используя для запуска стартовые ракетные ускорители. Планировалось произвести несколько десятков тысяч ракет для применения с самолётов по Японии, но война кончилась раньше, чем ракеты успели поступить на вооружение.
После войны
На основе ПуВРД Argus, применяемого в ракетах «Фау-1», Германия готовила самолёты EF 126, разрабатываемые фирмой Junkers. После войны, Советский Союз позволил инженерам завода построить первый прототип, и в мае 1946 самолёт EF-126 совершил свой первый полёт без двигателя, на буксире за Ju.88G6. Однако в ходе испытательного полёта 21 мая произошла катастрофа, в результате которой погиб лётчик-испытатель и был полностью разрушен единственный прототип. Позже было построено[кем?] ещё несколько машин, но в начале 1948 года все работы по EF-126 были прекращены.
В качестве трофеев Советскому Союзу достались, при занятии территории испытательного полигона недалеко от города Близна в Польше, несколько ракет «Фау-1». Советскими инженерами в итоге была создана копия ракеты «Фау-1» — 10Х (позже получившая название «Изделие 10»). Руководил разработкой В. Н. Челомей.
Первые испытания начались в марте 1945 года. Лётные испытания закончили в 1946 году, однако ВВС отказались принять эту ракету на вооружение, прежде всего из-за низкой точности системы наведения (попадание в квадрат 5×5 км с расстояния 200 км считалось большой удачей, в чём значительно уступало прототипу), также ракета 10Х имела малую дальность и скорость полёта — меньшую, чем у поршневого истребителя.
После войны ракетой заинтересовались и ВМС США, успешно проведшие серию испытаний по запуску ракеты с подлодок. Тем не менее, ракета быстро устаревала, и в 1949 году программа была отменена.
После реверс-инжиниринга захваченных V-1 в 1946 году, французы начали производство копий для использования в качестве беспилотных летательных аппаратов, начиная с 1951 года. Они назывались ARSAERO CT 10 и были меньше, чем V-1. CT 10 мог быть запущен с земли с помощью твердотопливных ракетных ускорителей или с воздуха с бомбардировщика LeO 45 . Было произведено более 400 экземпляров, некоторые из которых были экспортированы в Великобританию, Швецию и Италию. Сравнительно малоизвестным развитием Fi-103 является шведская крылатая ракета Lufttorped 7 (LT.7), разрабатывавшаяся концерном SAAB в 1944—1949 годах. Разработка этого снаряда была инспирирована значительным числом опытных ракет Фау-1, разбившихся на территории Швеции в 1943—1944 гг. Детали разбившихся снарядов были тщательно изучены, и на их основании шведы инициировали собственную (существенно отличающуюся от оригинала) разработку. Около 190 ракет было собрано в 1949—1950 гг., но, ввиду недостаточных возможностей, проект был закрыт.